# Walter Ralston Martin
Walter Ralston Martin (10 de septiembre de 1928 - 26 de junio de 1989) fue un pastor bautista y apologista estadounidense, fundador del Christian Research Institute ("Instituto de Investigación Cristiana") en 1960, que se especializó en apologética cristiana y sectas. Walter Martin era considerado una autoridad en temas bíblicos y afirmaba que su misión era denunciar "sectas" y "creencias no bíblicas".

## Ministerio
Martin participó en programas de radio como The Long John Nebel Show y The Bible Answer Man, que él mismo había fundado, y del programa de televisión de John Ankerberg, donde debatía con masones o bahá'ís, entre otros grupos. El tema de las sectas coincidió con el surgimiento de la contracultura de los años 1960 que promovía las religiones orientales y el esoterismo.
Escribió el libro The Rise of the Cults ("El ascenso de los cultos"), donde comentó sobre los testigos de Jehová, teosofía, mormonismo y ciencia cristiana, con un acercamiento a su interpretación doctrinal de la naturaleza y obra de Cristo.
También viajó con Billy Graham durante sus reuniones al aire libre, donde habló frente a miles de personas. Fue descrito por Graham como "uno de los portavoces más elocuentes del cristianismo evangélico que conozco".
Sirvió como pastor en algunas iglesias evangélicas.

## Controversias
Fue objeto de diversas controversias, en particular sobre la obtención de su doctorado en 1976, en la California Western University, una institución aprobada (no acreditada) por el estado de California, en el momento en que se otorgó el título.
Fue criticado por su estudio de la teología de los adventistas del séptimo día que, hasta los años 1950, eran considerados una "secta herética" por los evangélicos y muchos protestantes, pero que Martin consideraba ortodoxa en las doctrinas principales, y heterodoxa en las menos importantes, y por lo tanto podría incluirse en el campo de los evangélicos.

## Publicaciones
- Martin, Walter Ralston, y Norman H. Klann, Jehovah of the Watchtower (Biblical Truth Publishing, Paterson, Nueva Jersey, 1953). Esto fue revisado y reeditado por Zondervan, Grand Rapids, 1956; revisado nuevamente y reeditado por Moody Press, Chicago, 1974; y revisión final publicada por Bethany House, Minneapolis, 1981. ISBN 0871232677
- Walter B. y Norman H. Klann, The Christian Science Myth (Biblical Truth Publishing, Paterson, New Jersey, 1954).  Esto fue revisado y republicado por Zondervan, Grand Rapids, 1955.
- Martin, Walter R., The Rise of the Cults (Zondervan, Grand Rapids, 1955). Este texto fue revisado y publicado por Zondervan, 1957, luego revisado y publicado por Vision House en 1977 y 1980; y finalmente completamente revisado y reeditado con un nuevo título Martin Speaks Out on the Cults (Vision House, Santa Ana, 1983). ISBN 088449103X
- The Christian and the Cults (Zondervan, Grand Rapids, 1956).
- Christian Science. Modern Cult Library Booklet Series. (Zondervan, Grand Rapids, 1957).
- Jehovah's Witnesses. Modern Cult Library Booklet Series. (Zondervan, Grand Rapids, 1957).
- Mormonism. Modern Cult Library Booklet Series. (Zondervan, Grand Rapids, 1957).
- Unity. Modern Cult Library Booklet Series. (Zondervan, Grand Rapids, 1957).
- The Truth About Seventh-day Adventism (Zondervan, Grand Rapids, 1960).
- "Seventh-day Adventism" in The Challenge of the Cults, Harold Lindsell & Others (Zondervan, Grand Rapids, 1960), pp. 36–44.
- Essential Christianity: A Handbook of Basic Christian Doctrines (Zondervan, Grand Rapids, 1962). Esto fue republicado por Vision House, Santa Ana, 1975, y reeditado con adiciones menores por Vision House, 1980. ISBN 0-88449-043-2
- The Maze of Mormonism (Zondervan, Grand Rapids, 1962). Esto se amplió sustancialmente en una nueva edición revisada publicada por Vision House, Santa Ana, 1978. ISBN 0-88449-017-3
- The Kingdom of the Cults (Zondervan, Grand Rapids, 1965). Este texto fue revisado y reeditado por Bethany Fellowship, Minneapolis, 1968. Bethany publicó otras ediciones revisadas en 1977 y 1985. Bethany publicó dos ediciones póstumas muy diferentes, una bajo la dirección de Hank Hanegraaff, 1997, y luego otra bajo la dirección de Ravi Zacharias, 2003. La edición de 2003 cuenta con la aprobación de la familia de Martin. ISBN 0-7642-2821-8
- (ed). UFO: Friend Foe or Fantasy (Christian Research Institute, Wayne, New Jersey, 1968).
- Screwtape Writes Again (Vision House, Santa Ana, 1975). ISBN 0-88449-022-X
- Abortion: Is It Always Murder? (Vision House, Santa Ana, 1977). ISBN 0-88449-066-1
- The Riddle of Reincarnation (Vision House, Santa Ana, 1977). ISBN 0-88449-065-3
- (ed). The New Cults (Vision House, Santa Ana, 1980). ISBN 0-88449-016-5
- (ed). Walter Martin's Cults Reference Bible (Vision House, Santa Ana, 1981). ISBN 0-88449-075-0
- The New Age Cult (Bethany House, Minneapolis, 1989). ISBN 1-55661-077-7
- "Ye Shall Be as Gods" en The Agony of Deceit, editado por Michael S. Horton (Moody Press, Chicago, 1990), pp. 89–105. ISBN 0-8024-8776-9
- y Jill Martin-Rische, Through the Windows of Heaven (Broadman & Holman, Nashville, 1999). ISBN 0-8054-2031-2
- y Jill Martin Rische & Kurt Van Gorden, The Kingdom of the Occult (Thomas Nelson, Nashville, 2008). ISBN 1418516449
- Dwight Moody Secret Power, introducido y editado por Walter R. Martin (Regal Books, Ventura, 1987). ISBN 0830712194
- Montgomery, John Warwick, Computers, Cultural Change and the Christ (Christian Research Institute, Wayne, New Jersey, 1969).

### Artículos
- "Father Divine ... King of Cultists", Eternity (Agosto de 1955), pp. 8–9 and 42-44.
- "The Layman and the Cults", Eternity (Agosto de 1956), pp. 22–23 and 38.
- "Are Seventh-day Adventists Evangelicals?", Christian Life (Octubre de 1956), pp. 58–60.
- "Seventh-Day Adventism Today", Our Hope, 63/5 (Noviembre de 1956), pp. 273–284.
- "The Truth About Seventh-day Adventism: Its Historical Development from Christian Roots", Eternity (Octubre de 1956), pp. 6–7 and 38-39.
- "What Seventh-day Adventists Really Believe", Eternity (Noviembre de 1956), pp. 20–21, and 38-43.
- "Adventist Theology vs. Historic Orthodoxy", Eternity (Enero de 1957), pp. 12–13 and 38-40.
- "Jehovah's Witnesses and the Gospel of Confusion", Eternity (Septiembre de 1957), pp. 22–23 and 36-37.
- "The Christian and the Law, " Eternity, Junio de 1958, pp. 19 & 36.
- "More About Karl Barth", Eternity (Noviembre de 1959), pp. 21–23, 38 and 49.
- "Reversing his Field" (reseña del libro de Edgar Goodspeed, "Matthew Apostle and Evangelist") Eternity, Diciembre de 1959, p. 40.
- "What Can We Do about the Terrifying Trend of Alcoholism?", Eternity (Agosto de 1960), pp. 18–20, and 33-34.
- "Cult Study" [reseña del libro de John Gerstner, "The Theology of the Major Sects"], Christianity Today, 21 de noviembre de 1960, pp. 38–39.
- "Seventh-Day Adventism, " Christianity Today, 19 de diciembre de 1960, pp. 13–15.
- "Grackles and Bluebirds" (homenaje a Donald Grey Barnhouse) Eternity (Marzo de 1961), p. 12.
- "An Answer to the Hippies" [reseña del libro de Lit-Sen Chang, "Zen-Existentialism"], Christianity Today, 5 de diciembre de 1969, pp. 17–18.
- "SENT/EAST: Electronic Answering Search Technology", The Christian Librarian, 14/1 (Octubre de 1970), pp. 3–6.
- "Christian Research Institute", The Christian Librarian, 14/1 (Octubre de 1970), pp. 15–18.
- "Personal Responsibility", The Christian Librarian, 14/2 (Diciembre de 1970), pp. 10–12.
- "Cults The Spirits of Error", Christian Life (April 1978), pp. 22–25 and 63-65.
- "John Todd: The Illuminati", Logos Journal, 9 (Marzo de 1979), pp. 67–69.
- "Charismatics and the Cult of Mary" (Parte 1), Forward, 3/1 (Primavera de 1980), pp. 6–7.
- "Charismatics and the Cult of Mary" (Parte 2), Forward, 3/2 (Otoño de 1980), pp. 3 & 7.
- "Meditation as God Intended", Moody Monthly (Diciembre de 1986), pp. 34–35.
- "The PTL Scandal and Biblical Repentance, " Christian Research Journal, Verano de 1987, p. 31.
- "Satanism on the Rise, " Christian Research Newsletter, 2/5 (1989), p. 5.